# Carlos Baleba
Carlos Noom Quomah Baleba (sinh ngày 3 tháng 1 năm 2004) là cầu thủ bóng đá người Cameroon thi đấu ở vị trí tiền vệ trung tâm cho câu lạc bộ Brighton & Hove Albion tại Premier League và Đội tuyển bóng đá quốc gia Cameroon.

## Sự nghiệp câu lạc bộ

### Lille
Baleba trở thành cầu thủ của Lille từ tháng 1 năm 2022. Ban đầu anh thi đấu cho đội B của Lille và có 13 lần ra sân trước khi chuyển sang đội một. Ngày 7 tháng 8 năm 2022, anh có trận đấu chính thức đầu tiên cho Lille trong cuộc đối đầu với AJ Auxerre. Anh có 21 lần ra sân cho Lille trên mọi đấu trường trong mùa giải 2022-23.

### Brighton & Hove Albion
Ngày 29 tháng 8 năm 2023, câu lạc bộ Brighton & Hove Albion tại Premier League thông báo đã chiêu mộ được Baleba theo bản hợp đồng có thời hạn 5 năm. Để có được Baleba, Brighton phải trả cho khoảng Lille 27 triệu € kèm 3 triệu euro phụ phí và Lille có quyền hưởng hoa hồng nếu Brighton bán Baleba trong tương lai. Baleba có trận đầu tiên cho Brighton trong chién thắng 3–1 trước Bournemouth ngày 24 tháng 9 khi anh vào sân thay cho Mahmoud Dahoud.
Ngày 26 tháng 4 năm 2025, Baleba ghi bàn ở phút bù giờ thứ 2 với một cú sút xa, giúp Brighton lội ngược dòng đánh bại West Ham United 3-2.